# Chatsworth (Georgie)
Chatsworth je město v Murray County, v Georgii, ve Spojených státech amerických. V roce 2011 žilo ve městě 9630 obyvatel.

## Demografie
Podle sčítání lidí v roce 2000 žilo ve městě 3531 obyvatel, 1416 domácností a 945 rodin. V roce 2011 žilo ve městě 2016 mužů (47,0%), a 2276 žen (53,0%). Průměrný věk obyvatele je 38 let.